# 옥산서병
옥산서병(玉山書屛)은 대한민국 강원특별자치도 강릉시 죽헌동, 오죽헌 기념관에 있는 조선시대의 병풍이다. 1971년 12월 16일 강원특별자치도의 유형문화재 제13호로 지정되었다.

## 개요
옥산서병은 이옥산의 글씨를 모아 병풍으로 만든 것이다. 오죽헌 기념관에 있는 것으로, 이옥산의 어렸을 때의 작품이다. 도연명의 「귀거래사」를 초서체로 쓴 것인데, 어머니 신사임당의 글씨체를 닮았다.
이옥산은 어려서 어머니 사임당에게서 글씨를 배웠고, 장성한 뒤에는 당대의 명필이라 일컫던 그의 장인 고산 황기노의 필체를 배웠다. 그래서 이옥산의 유묵(죽은이가 남긴 글씨나 그림)은 어렸을 때의 것은 사임당 글씨를 닮았고 말년의 것은 장인 황기노 필체를 닮은 것이 많다.
이 옥산서병은 원래는 17매로 된 글씨 첩(帖:책 종이를 병풍처럼 접은 형태)이었던 것을 9폭의 병풍으로 고쳐 꾸민 것으로, 병풍 맨 끝에는 민태식이 쓴 발문이 한 폭 더 붙어있다.

## 참고 자료
- 옥산서병 - 국가유산청 국가유산포털